# Шамера
Шамера (фр. Chameyrat) насеље је и општина у централној Француској у региону Лимузен, у департману Корез која припада префектури Тил.
По подацима из 2011. године у општини је живело 1582 становника, а густина насељености је износила 83,48 становника/km². Општина се простире на површини од 18,95 km². Налази се на средњој надморској висини од 350 метара (максималној 471 m, а минималној 160 m).

## Демографија
| 1962. | 1968. | 1975. | 1982. | 1990. | 1999. | 2011. |
| ----- | ----- | ----- | ----- | ----- | ----- | ----- |
| 1.137 | 1.185 | 1.196 | 1.436 | 1.569 | 1.541 | 1.582 |

График промене броја становника у току последњих година